# Passatge Franquet (Tortosa)
El passatge Franquet és un conjunt d'edificis de Tortosa (Baix Ebre) que, juntament amb el passatge que els travessa, estan protegits com a bé cultural d'interès local.

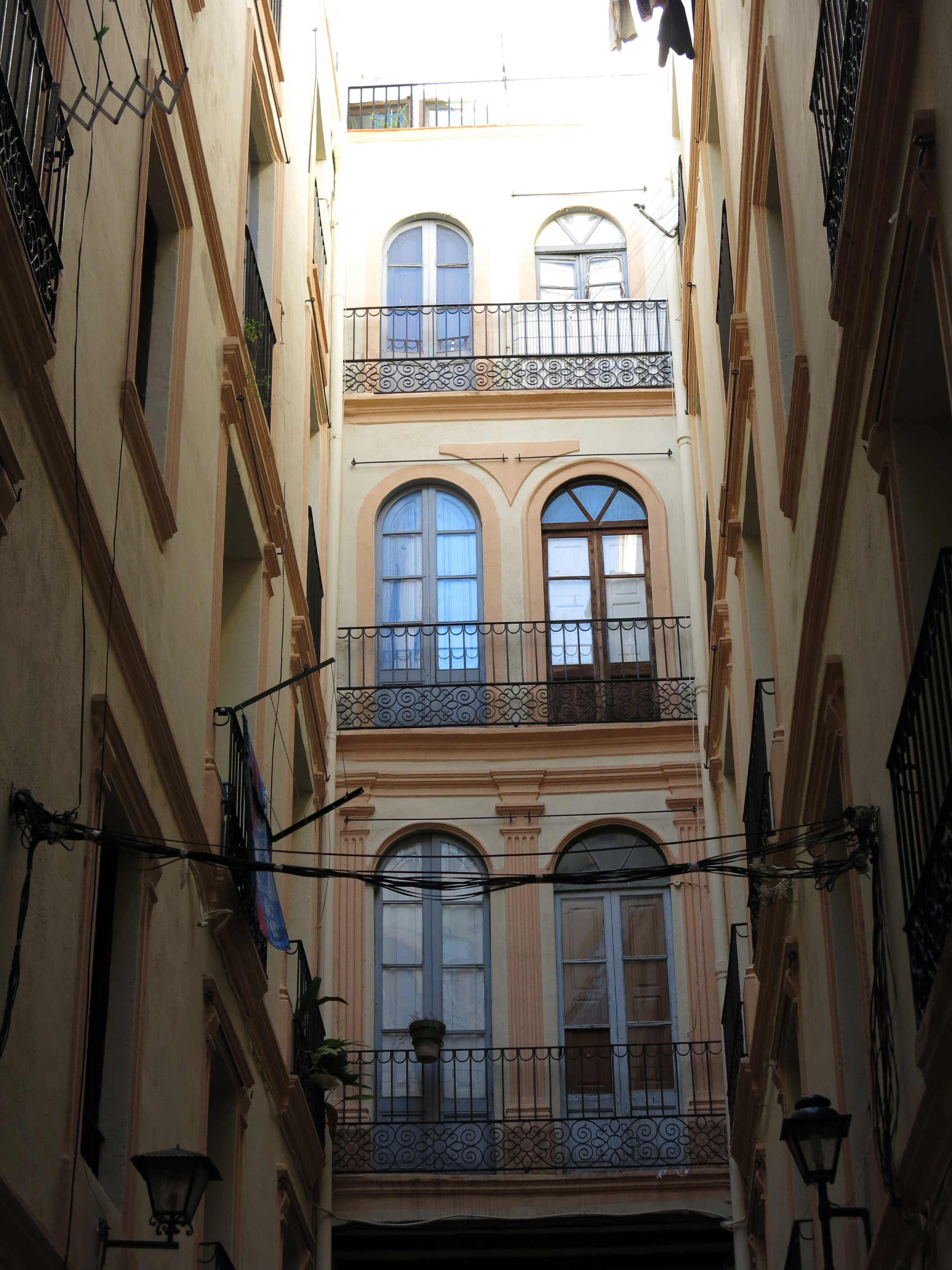
L'interior del passatge, des del carrer de la Ciutat

## Descripció
El conjunt consta d'un bloc d'habitatges construït entre mitgeres que és creuat per un passatge central que en racionalitza l'accés i les sortides a l'exterior, i que comunica el carrer de la Ciutat amb el dels Canvis. El passatge, al qual donen totes les finestres de les cases, funciona com a pati de llums, i a la meitat s'hi troben les dues escales. La façana dels dos carrers és idèntica: consta de planta, entresòl i quatre pisos. A la planta, tant a la façana com dintre el passatge, hi ha portes grans que pertanyien a comerços o altres negocis, i que en la gran majoria ara es troben tancats. L'accés al passatge és una portalada de mig punt amb reixa de ferro treballada amb motius florals i formes balustrades. En tots els pisos es combinen balcons i finestres. Aquestes són d'arc de mig punt al centre i allindanades als extrems. Són remarcades a l'emmarcament dels seus muntants amb pilastres adossades de fust estriat i capitell classicitzant. A l'interior, l'arrebossat està emblanquinat en tots els pisos. Els motius ornamentals són molt poc freqüents: motius geomètrics molt senzills, i entre els permòdols que sostenen el ràfec superior, en forma de flor.